# Дурай, Тарас Богданович
Тарас Богданович Дурай (укр. Тарас Богданович Дурай; 31 июля 1984, Тернополь) — украинский футболист, защитник

## Биография
Воспитанник тернопольского футбола. Первый тренер — Владимир Николаевич Филиппов. Также в ноябре 1998 года провёл по 1 игре в ДЮФЛ за СДЮШОР Ужгород и «Карпаты» (Львов). В 2001 году перешёл в основную команду тернопольской «Нивы», но в команде не сыграл. После чего перешёл в «Сокол» (Бережаны). Зимой 2003 года вернулся в «Ниву». Дебютировал в команде 5 апреля 2003 года в матче против команды «Нефтяник» (Долина) (0:2). После того как завершил карьеру Любомир Вовчук, Дурай стал капитаном в 22 года.
Летом 2008 года побывал на просмотре во львовских «Карпатах», но в команду не перешёл. Зимой 2009 года после просмотра в луганской «Заре», подписал с клубом контракт. В Премьер-лиге дебютировал 14 марта 2009 года в матче против донецкого «Металлурга» (3:0). Летом 2009 года побывал на просмотре в криворожском «Кривбассе», но команде не подошёл. В матче против киевского «Динамо» 25 сентября 2009 года разбил локтем лицо Андрея Шевченко.
С 2014 по 2015 год снова играл за «Ниву». 2 февраля 2016 года получил статус свободного агента в связи с роспуском тернопольской команды, а в конце марта того же года пополнил ряды гродненского «Немана».Через некоторое время после смены главного тренера,Тарас покинул «Неман». 11 сентября 2017 года вернулся в «Сумы»
В апреле 2019 года решением КДК ФФУ пожизненно отстранён от любой деятельности, связанной с футболом, за участие в организации договорных матчей. После дополнительного рассмотрения дела срок дисквалификации был изменён на 3 года.